# 70e cérémonie des Oscars
La 70e cérémonie des Oscars du cinéma a eu lieu le 23 mars 1998 au Shrine Auditorium de Los Angeles (Californie).
Elle était présentée par Billy Crystal.

## Palmarès
Les lauréats sont indiqués ci-dessous en premier de chaque catégorie et en gras.

### Meilleur film
- Titanic, produit par James Cameron et Jon Landau, réalisé par James Cameron
  - The Full Monty - Le Grand Jeu (The Full Monty)
  - L.A. Confidential
  - Pour le pire et pour le meilleur (As Good as It Gets)
  - Will Hunting (Good Will Hunting)

### Meilleur réalisateur
- James Cameron pour Titanic
  - Gus Van Sant pour Will Hunting (Good Will Hunting)
  - Curtis Hanson pour L.A. Confidential
  - Peter Cattaneo pour The Full Monty - Le Grand Jeu (The Full Monty)
  - Atom Egoyan pour De beaux lendemains (The Sweet Hereafter)

### Meilleur acteur
- Jack Nicholson pour le rôle de Melvin Udall dans Pour le pire et pour le meilleur (As Good As It Gets)
  - Matt Damon pour le rôle de Will Hunting dans Will Hunting (Good Will Hunting)
  - Robert Duvall pour le rôle de Euliss Dewey dans Le Prédicateur (The Apostle)
  - Peter Fonda pour le rôle de Ulee Jackson dans L'Or de la vie (Ulee's Gold)
  - Dustin Hoffman pour le rôle de Stanley Motss dans Des hommes d'influence (Wag the Dog) 
    - La non-nomination de Leonardo DiCaprio pour son rôle de Jack Dawson dans Titanic, suscita l'incompréhension de certains fans et critiques de cinéma[1].

### Meilleure actrice
- Helen Hunt pour le rôle de Carole Connelly dans Pour le pire et pour le meilleur
  - Helena Bonham Carter pour le rôle de Kate Croy dans Les Ailes de la colombe
  - Julie Christie pour le rôle de Phyllis Hart dans L'Amour... et après (Afterglow)
  - Judi Dench pour le rôle de la reine Victoria dans La Dame de Windsor
  - Kate Winslet pour le rôle de Rose DeWitt Bukater dans Titanic

### Meilleur acteur dans un second rôle
- Robin Williams pour le rôle de Sean McGuire dans Will Hunting (Good Will Hunting)
  - Robert Forster pour le rôle de Max Cherry dans Jackie Brown
  - Anthony Hopkins pour le rôle de John Quincy Adams dans Amistad
  - Greg Kinnear pour le rôle de Simon Bishop dans Pour le pire et pour le meilleur (As Good as It Gets)
  - Burt Reynolds pour le rôle de Jack Horner dans Boogie Nights

### Meilleure actrice dans un second rôle
- Kim Basinger pour le rôle de Lynn Bracken dans L.A. Confidential
  - Joan Cusack pour le rôle de Emily Montgomery dans In and Out
  - Minnie Driver pour le rôle de Skylar dans Will Hunting (Good Will Hunting)
  - Julianne Moore pour le rôle de Maggie "Amber Waves" dans Boogie Nights
  - Gloria Stuart pour le rôle de Rose DeWitt Bukater (âgée) Titanic

### Meilleur scénario original
- Will Hunting (Good Will Hunting) – Ben Affleck et Matt Damon
  - Boogie Nights – Paul Thomas Anderson
  - The Full Monty - Le Grand Jeu (The Full Monty) – Simon Beaufoy
  - Harry dans tous ses états – Woody Allen
  - Pour le pire et pour le meilleur (As Good as It Gets) – Mark Andrus et James L. Brooks

### Meilleur scénario adapté
- Brian Helgeland et Curtis Hanson pour L.A. Confidential
  - Paul Attanasio pour Donnie Brasco
  - Atom Egoyan pour De beaux lendemains (The Sweet Hereafter)
  - Hilary Henkin (en) et David Mamet pour Des hommes d’influence (Wag the Dog)
  - Hossein Amini pour Les Ailes de la colombe (The Wings of the Dove)

### Meilleurs décors
- Peter Lamont (direction artistique), Michael D. Ford (décors) pour Titanic
  - Jan Roelfs (en) (direction artistique), Nancy Nye (décors) pour Bienvenue à Gattaca (Gattaca)
  - Dante Ferretti (direction artistique), Francesca Lo Schiavo (décors) pour Kundun
  - Jeannine Oppewall (direction artistique), Jay R. Hart (décors) pour L.A. Confidential
  - Bo Welch (direction artistique), Cheryl Carasik (décors) pour Men in Black

### Meilleure création de costumes
- Deborah Lynn Scott pour Titanic
  - Ruth E. Carter pour Amistad
  - Dante Ferretti pour Kundun
  - Janet Patterson pour Oscar et Lucinda (Oscar and Lucinda)
  - Sandy Powell pour Les Ailes de la colombe (The Wings of the Dove)

### Meilleur maquillage
- Rick Baker et David Leroy Anderson pour Men in Black
  - Lisa Westcott, Veronica Brebner et Beverley Binda pour La Dame de Windsor (Mrs. Brown)
  - Tina Earnshaw, Greg Cannom et Simon Thompson pour Titanic

### Meilleure photographie
- Russell Carpenter pour Titanic
  - Roger Deakins pour Kundun
  - Janusz Kamiński pour Amistad
  - Eduardo Serra pour Les Ailes de la colombe (The Wings of the Dove)
  - Dante Spinotti pour L.A. Confidential

### Meilleur montage
- Conrad Buff, James Cameron, Richard A. Harris pour Titanic
  - Peter Honess pour L.A. Confidential
  - Pietro Scalia pour Will Hunting (Good Will Hunting)
  - Richard Francis-Bruce pour Air Force One
  - Richard Marks pour Pour le pire et pour le meilleur (As Good as It Gets)

### Meilleur mixage de son
- Titanic - Gary Rydstrom, Tom Johnson, Gary Summers, Mark Ulano
  - Air Force One
  - Les Ailes de l'enfer (Con Air) – Kevin O'Connell, Greg P. Russell (en) et Art Rochester (en)
  - Contact
  - L.A. Confidential

### Meilleur montage de son
- Titanic - Tom Bellfort et Christopher Boyes
  - Le Cinquième Élément - Mark Mangini
  - Volte-face (Face/Off) - Per Hallberg et Mark P. Stoeckinger

### Meilleurs effets visuels
- Titanic
  - Le Monde perdu : Jurassic Park (The Lost World: Jurassic Park) – Randal M. Dutra, Michael Lantieri, Dennis Muren et Stan Winston
  - Starship Troopers – Scott E. Anderson, Alec Gillis, John Richardson et Phil Tippett

### Meilleure chanson originale
- Titanic – My Heart Will Go On - Musique : James Horner ; paroles : Will Jennings
  - Les Ailes de l'enfer (Con Air) –  How Do I Live - Paroles et musique : Diane Warren
  - Anastasia – Journey to the Past - Musique : Stephen Flaherty (en) ; paroles : Lynn Ahrens
  - Hercule (Hercules) – Go the Distance - Musique : Alan Menken ; paroles : David Zippel (en)
  - Will Hunting (Good Will Hunting) – Miss Misery - Paroles et musique : Elliott Smith

### Meilleure musique de film
Meilleure partition originale pour un film dramatique
- Titanic – James Horner
  - Amistad – John Williams
  - Kundun – Philip Glass
  - L.A. Confidential – Jerry Goldsmith
  - Will Hunting (Good Will Hunting) – Danny Elfman

Meilleure partition originale pour un film musical ou une comédie
- The Full Monty - Le Grand Jeu (The Full Monty) – Anne Dudley
  - Anastasia – Stephen Flaherty (en), Lynn Ahrens, David Newman
  - Le Mariage de mon meilleur ami (My Best Friend's Wedding) – James Newton Howard
  - Men in Black – Danny Elfman
  - Pour le pire et pour le meilleur (As Good as It Gets) – Hans Zimmer

### Meilleur film en langue étrangère
- Karakter de Mike van Diem •  Pays-Bas
  - Quatre jours en septembre (O que é isso, companheiro ?) de Bruno Barreto •  Brésil
  - Au-delà du silence (Jenseits der Stille) de Caroline Link •  Allemagne
  - Le Voleur et l'Enfant (Vor) de Pavel Tchoukhraï •  Russie
  - Les Secrets du cœur (Secretos del corazón) de Montxo Armendáriz •  Espagne

### Meilleur film documentaire
- The Long Way Home de Mark Jonathan Harris (en)
  - Ayn Rand: A Sense of Life – Michael Paxton (en)
  - Colors Straight Up
  - 4 Little Girls– Spike Lee et Sam Pollard
  - Waco: The Rules of Engagement – Dan Gifford et William Gazecki (en)

### Meilleur court métrage (prises de vues réelles)
- Visas and Virtue de Chris Tashima - États-Unis
  - Dance Lexie Dance de Tim Loane
  - It's Good to Talk de Roger Goldby et Barney Reisz
  - Skal vi være kærester? de Birger Larsen et Thomas Lydholm
  - Wolfgang de Anders Thomas Jensen et Kim Magnusson

### Meilleur court métrage (documentaire)
- A Story of Healing, produit par Donna Dewey, Carol Pasternak
  - Amazon (en) – Kieth Merrill and Jonathan Stern
  - Alaska: Spirit of the Wild (en)– George Casey et Paul Novros
  - STILL Kicking: The Fabulous Palm Springs Follies (en)– Mel Damski et Andrea Blaugrund
  - Daughter of the Brise (en) – Terri Randall

### Meilleur court métrage (animation)
- Jan Pinkava pour Le Joueur d'échecs
  - Joanna Quinn pour Famous Fred
  - Alexandre Petrov pour Mermaid
  - Steve Moore pour Redux Riding Hood
  - Sylvain Chomet pour La Vieille Dame et les Pigeons

## Récompenses spéciales

### Oscar d'honneur
- Stanley Donen

### Gordon E. Sawyer Award
- Don Iwerks

### Oscar scientifique ou technique
- Gunnar P. Michelson
  - Stewart FilmScreen

## Statistiques

### Nominations multiples
- 14 : Titanic
- 9 : L.A. Confidential, Will Hunting (Good Will Hunting)
- 7 : Pour le pire et pour le meilleur
- 4 : Amistad, Les Ailes de la colombe, The Full Monty, Kundun
- 3 : Boogie Nights, Men in Black
- 2 : Les Ailes de l'enfer (Con Air), Air Force One, Anastasia, De beaux lendemains, La Dame de Windsor, Des hommes d'influence

### Récompenses multiples
- 11 / 14 : Titanic
- 2 / 9 : L.A. Confidential
- 2 / 9 : Will Hunting (Good Will Hunting)
- 2 / 7 : Pour le pire et pour le meilleur

### Les grands perdants
- 1 / 4 : The Full Monty
- 1 / 3 : Men in Black
- 0 / 4 : Les Ailes de la colombe
- 0 / 4 : Amistad
- 0 / 4 : Kundun
- 0 / 3 : Boogie Nights

## Hommages
Whoopi Goldberg présente l'hommage rendue par l'Académie aux personnalités du monde du cinéma décédées l'année précédente : Lloyd Bridges, Richard Jaeckel, Saul Chaplin, Stanley Cortez, William Hickey, Paul Jarrico, Dorothy Kingsley, Sydney Guilaroff, William H. Reynolds, Billie Dove, Jacques Cousteau, Stubby Kaye, Red Skelton, Dawn Steel (en), Toshirō Mifune, Brian Keith, Chris Farley, Leo Jaffe (en), Samuel Fuller, Burgess Meredith, J. T. Walsh, Robert Mitchum et James Stewart.